# Litza Bixler
Litza Bixler (Denver, Colorado, Estados Unidos), atualmente vivendo no Reino Unido, é uma das maiores coreógrafas cinematográficas e comerciais de Londres.
O trabalho de Litza é incomum, normalmente irônico e distintivo em estilo e inclui vários projetos inovadores e vencedores de prêmios. Ela trabalhou na comédia Shaun of the Dead (2004) e ensinou Jude Law e Sienna Miller como dançar em pares no filme Alfie (2004). Seus outros trabalhos incluem os comerciais da Levi's, Samsung, Clarks e o infame vídeo viral "Napster Girl", assim como clipes para Avalanches (Vídeo do Ano de 2001 da MTV), Moloko, Jamelia e Muse.
Litza já dirigiu seu próprio filme, incluindo o curta Heart Thief (2003) para o Channel Four do Reino Unido e Watching Copelia (2006).